# Made in Sweden
Albums de E-Type
The Explorer
(1996)
Made in Sweden est le premier album studio du musicien E-Type sorti en 1994.
E-Type fit appel à la production Cheiron fondée par Denniz Pop et Tom Talomaa pour ce premier album. En été 1994, leur premier résultat fut un triomphe avec le single Set the World On Fire, qui se classa à la seconde place dans les charts suédois et qui fut certifié disque d'or par la même occasion. Le second single, This Is the Way, fit encore mieux que son prédécesseur et se classa directement à la première place des charts suédois.

## Crédits de l'album
- E-Type - chants
- Nana Hedin - chants, chœurs (pistes 2, 3, 5, 6, 8, 9, 11, 12).
- Max Martin - chœurs (pistes 3, 5, 6); basse (piste 9); cordes (piste 10).
- Chuck Anthony - guitare (pistes 7 & 8).
- Martin Holmström - guitare (piste 12).
- Johan Dal - batterie (piste 12).
- Daniel Eklund - claviers (piste 12).
- Jeanette - chœurs (pistes 3 & 10).

## Liste des titres
Toute la musique est composée par E-Type, sauf Russian Lullaby par Jonas Berggren.
| No  | Titre                             | Paroles                           | Producteurs                             | Durée |
| --- | --------------------------------- | --------------------------------- | --------------------------------------- | ----- |
| 1.  | Made in Sweden                    | E-Type                            | E-Type, Mr Maple                        | 1:35  |
| 2.  | Set the World On Fire             | E-Type, Mud                       | Denniz Pop                              | 3:43  |
| 3.  | This Is the Way                   | E-Type, Mud                       | Denniz Pop, Max Martin                  | 3:54  |
| 4.  | So Dem A Com                      | E-Type, Mud, Herbie, Chilly White | Denniz Pop                              | 3:30  |
| 5.  | Fight It Back                     | E-Type, Mud                       | Denniz Pop, Max Martin                  | 3:27  |
| 6.  | Until the End                     | E-Type, Mud                       | Kristian Lundin, John Amatiello         | 3:30  |
| 7.  | When Religion Comes to Town       | E-Type, Mud                       | Kristian Lundin, John Amatiello, E-Type | 3:21  |
| 8.  | Will I See You Again ?            | E-Type, Mud                       | Kristian Lundin, John Amatiello         | 3:59  |
| 9.  | Do You Always (Have to Be Alone)? | E-Type                            | Kristian Lundin, John Amatiello         | 4:07  |
| 10. | Russian Lullaby                   | E-Type, Mud                       | E-Type, Max Martin                      | 3:12  |
| 11. | Me No Want Miseria                | E-Type, Herbie, Max Martin        | Denniz Pop, Max Martin                  | 4:49  |
| 12. | Set the World On Fire Unplugged   | E-Type, Mud                       | E-Type, Mr Maple                        | 4:00  |

## Charts

### Album
| Pays  | Charts         | Meilleure position | Nombre de semaines | Première entrée         | Dernière semaine    | Réf   |
| ----- | -------------- | ------------------ | ------------------ | ----------------------- | ------------------- | ----- |
| Suède | Swedish charts | 2                  | 28                 | 11 novembre 1994 (#15e) | 19 juin 1995 (#49e) | [ 1 ] |

### Singles
| Pays        | Single                               | Meilleure position | Nombre de semaines | Réf   |
| ----------- | ------------------------------------ | ------------------ | ------------------ | ----- |
| Suède       | Set the World On Fire                | 2                  | 20                 | [ 1 ] |
| Suède       | This Is the Way                      | 1                  | 21                 | [ 1 ] |
| Suède       | Do You Always (Have To Be Alone)?    | 13                 | 9                  | [ 1 ] |
| Suède       | Russian Lullaby                      | 45                 | 6                  | [ 1 ] |
| France      | Set the World On Fire                | 13                 | 12                 | [ 2 ] |
| France      | This Is the Way                      | 14                 | 20                 | [ 2 ] |
| France      | Russian Lullaby                      | 35                 | 9                  | [ 2 ] |
| Pays-Bas    | Set the World On Fire                | 48                 | 2                  | [ 3 ] |
| Pays-Bas    | This Is the Way                      | 26                 | 6                  | [ 3 ] |
| Royaume-Uni | This Is the Way                      | 53                 | 1                  | [ 4 ] |
| États-Unis  | Set the World On Fire (10 août 1996) | 22                 |                    | [ 5 ] |
| États-Unis  | This Is the Way (6 avril 1996)       | 15                 |                    | [ 6 ] |